# اراراكوارا
اراراكوارا (بالإنجليزية: Araraquara)‏ هي مدينة، وبلدية في البرازيل، تتبع ساو باولو، بلغ عدد سكانها 182٬471  نسمة، في 1 أغسطس 2000، تبلغ مساحتها 1٬003٫625 كيلومتر مربع.

## الموقع
تشترك في الحدود مع:
- Gavião Peixoto [الإنجليزية]‏
- Motuca [الإنجليزية]‏
- Boa Esperança do Sul [الإنجليزية]‏.

## أعلام
- رافاييل ماركيز ماريانو
- لياندرو سيزار دي سوزا
- كاريكا
- أنتونيو برانداو
- فالدير بينديتو